# Ordine Reale del Leone di Ruanda
L'Ordine Reale del Leone di Ruanda è un ordine cavalleresco del Ruanda. Fu fondato nel 1959 dal re Mutara III del Ruanda come ordine statale. Dopo la caduta della monarchia ruandese avvenuta nel 1962, si è trasformato in ordine dinastico e continua ad essere conferito ancora oggi dall'ex re Kigeli V del Ruanda, in esilio negli USA. L'ordine è conosciuto anche come Intare, parola che nella lingua kinyarwanda significa "leone".
L'ordine è diviso in cinque classi: cavaliere, ufficiale, commendatore, grand'ufficiale e cavaliere di gran croce. L'insegna è costituita da una stella con raggi dorati, che porta al centro un medaglione ovale smaltato in rosso con l'immagine di un leone rampante. Il nastro è rosso con due strisce blu ai bordi.